# Ihar Zyulew
Ihar Zyulew (tiếng Belarus: Ігар Зюлеў; tiếng Nga: Игорь Зюлев; sinh 5 tháng 1 năm 1984) là một cầu thủ bóng đá Belarus. Tính đến năm 2017, anh thi đấu cho Isloch Minsk Raion.

## Danh hiệu
Naftan Novopolotsk
- Vô địch Cúp bóng đá Belarus: 2011–12